# Grónské referendum o samosprávě 2008
Referendum o samosprávě Grónska bylo vyhlášeno 2. ledna 2008 předsedou vlády Hansem Enoksenem a konalo se 25. listopadu 2008 ve všech osmdesáti městech a obcích Grónska. Mezi hlavní postavy prosazující referendum patřili Hans Enoksen a Aleqa Hammondová (grónská ministryně zahraničí v letech 2007 – 2008). 

## Vztahy Grónska a Dánska od konce 70. let 20. století do referenda 2008
Grónsko spadá pod dánskou kontrolu od roku 1814, kdy podle Kielského míru bylo Grónsko vyjmuto z norské působnosti a přidružené k Dánsku. V roce 1979 se v Grónsku konalo referendum, které navrhovalo vytvoření autonomie a získání některých pravomocí, jako je vlastní parlament a získání nezávislosti v oblasti vzdělávání, rybolovu, zdravotnictví a životního prostředí. 70 % voličů hlasovalo pro přijetí autonomie, 26 % proti a 4 % hlasů bylo neplatných. Účast byla 63,3 %. Tento výsledek vedl ke vzniku grónského parlamentu a vlády, které začaly fungovat 1. května 1979. Od roku 1979, kdy se Grónsko stalo autonomním územím, probíhala diskuze o vystoupení z Evropského společenství. Hlavním důvodem byly přísné kvóty ohledně rybolovu.
Problematika Grónska a Evropského společenství vyvrcholila v roce 1985, kdy se konalo referendum o vystoupení Grónska z Evropského společenství ohledně sporu o rybolov. Grónsko ze společenství vystoupilo a stalo se zámořským územím Evropského společenství. Kvůli svému dánskému občanství však zůstávají obyvatelé Grónska občany EU.
I přes snahu o osamostatnění jsou vztahy mezi Dánskem a Grónskem poměrně vřelé. Grónská ekonomika se zatím neobejde bez dánských dotací. Dánsko k roku 2009 posílalo na ostrov každoročně 463 milionů eur. Na přelomu tisíciletí tato částka tvořila polovinu grónského HDP, v roce 2009 už jen třetinu. Dá se tedy říci, že vliv Dánska pomalu klesá.
K vyhlášení referenda v roce 2008 napomohly nálezy ropy u grónského pobřeží i poptávka po větší nezávislosti ostrova. 
Grónsko má do budoucna 6 možností, jak se zachovat: 
- 1) Vyhlásit nezávislost
- 2) Vytvořit federaci
- 3) Volné sdružení
- 4) Kompletní integrace
- 5) Zvýšená samospráva
- 6) Unie s jinou zemí

## Výsledky referenda
Referendum konané 25. listopadu 2008 při účasti 71,96 % grónského obyvatelstva skončilo se 75,54 % hlasů ve prospěch větší nezávislosti. Proti hlasovalo 23,57 % voličů a 0,89 % hlasů bylo neplatných. V Nuuku, hlavním městě Grónska, bylo pro větší autonomii méně hlasujících, než v Grónsku jako celku, a to 63 % voličů. Grónsko začalo přebírat kontrolu nad některými institucemi dne 21. června 2009 k třicátému výročí založení domácí vlády.
I přes dobré vztahy Grónska s Dánskem se výsledky referenda setkaly se skepticismem některých dánských politiků. Per Ørum Jørgensen, bývalý člen dánského parlamentu za křesťanské demokraty, který pomáhal vyjednávat dohodu, uvedl, že Grónsku může trvat i 40 let, než se o sebe dokáže samo postarat. Søren Espersen z pravicové strany Dansk Folkeparti prohlásil, že Grónsko v budoucnu čekají velké problémy a že občané Grónska byli ovlivněni nebývalou propagandou.
| Volby    | Hlasy | %     |
| -------- | ----- | ----- |
| Ano      | 21355 | 75,54 |
| Ne       | 6663  | 23,57 |
| Neplatný | 250   | 0,89  |
| Celkem   | 28268 | 100   |

## Následující vývoj po referendu
Na základě výsledků referenda přebralo Grónsko kontrolu nad důležitými institucemi, které do té doby byly řízeny z Dánska. Těmito institucemi jsou soudnictví, policie, vězeňský systém nebo kontrola přírodních zdrojů. Naopak obrana nebo měnová politika zůstaly i nadále pod kontrolou Dánska.
Hned po skončení referenda se po boku dánštiny stala grónština rovnocenným jazykem. Nejvýše postaveným dánským představitelem v Grónsku se stal hlavní komisař, který má zabezpečovat styky mezi oběma entitami. 